# Rent (musikal)
Rent är en amerikansk musikal om några socialt utstötta som bor på ett loft i ett rivningshus i Alphabet City, New York. Den berättar historien om en grupp vänner som kämpar med motgångarna i livet och utspelar sig under 1980-talets sista år och år 1990. Musikalen är en moderniserad version av Giacomo Puccinis opera La bohème.
 

## Handling
Bästa vännerna och rumskamraterna Mark och Roger är två av sju huvudkaraktärer. De kämpar med sina respektive karriärdrömmar. Mark jobbar med en dokumentär om livet i New York, Roger är före detta musiker, efter att han och hans flickvän fick AIDS och hans flickvän tog sitt liv lämnade han det bakom sig. Han drömmer om att få skriva en sista hitlåt innan han själv dör. Tom Collins är deras före detta rumskamrat som numera undervisar i "dataålderns filosofi" och som bara kommer tillbaka till New York över jul och nyår (vilket också är den period då större delen av musikalen utspelar sig). Dessvärre får han sparken när han börjar undervisa den ”faktiskta verkligheten” med hans egna anarkistiska åsikter som grund till sina elever.
Collins träffar och blir förälskad i Angel, en dragqueen, och de utvecklar ett förhållande. Mimi är en strippa som klättrar in i Rogers lägenhet och ber om eld till hennes ljus. Efter mycket om och men utvecklar även de ett mycket komplext förhållande. Maureen är Marks bisexuella ex-flickvän som är tillsammans med överklassjuristen Joanne. Benjamin Coffin III är ägaren av området där vännerna bor, han är också en före detta rumskamrat som sedan gifte sig och hamnade i överklassen. Han försöker många gånger tvinga sina vänner att anpssa sig till hans egna ambitioner, han hade till exempel lovat Mark och Roger att de kunde få bo i sin lägenhet gratis, men efter år krävde han istället två års hyra direkt utan förvarning. Han är även otrogen mot sin fru med Mimi, vilket gör Roger svartsjuk och osäker i sig själv, trots att allt detta skedde innan han och Mimi var tillsammans.
Många av rollfigurerna är HIV-smittade och kämpar för rättvisan mot döden.

## Om musikalen
Rent skrevs av Jonathan Larson, som aldrig fick se sitt verk spelas. Han dog 35 år gammal kvällen före premiären off-Broadway 1996. Rent är en moderniserad version av Giacomo Puccinis berömda opera La bohème. Musikalen har belönats med den amerikanska utmärkelsen Tony.
Musikalen har spelats för utsålda hus världen över. Den hade svensk urpremiär i januari 2001 på Göta Lejon i Stockholm, i regi av Nick Bye och koreografi av Jan Åström och med Jakob Stadell, Fredrik Swahn, Thérèse Andersson och Sarah Dawn Finer, bland andra, samt kostymdesign av Lars-Åke Wilhelmsson. Den svenska uruppsättningen förhöll sig friare till det amerikanska originalet än efterkommande uppsättningar, och man ändrade bland annat slutet på musikalen. Hösten 2006 gick Rent upp igen på Göta Lejon i en uppsättning regisserad av Roger Lybeck och Jan Åström, med Lars Säfsund, Linda Bengtzing, Linus Wahlgren, Conny Bäckström och Daniel Engman i huvudrollerna. En svensk nyuppsättning hade premiär i Norrköping på Skandiateatern i mars 2014 i regi av Johan Pettersson och musikalisk ledning av J.C. Schütz. En semi-professionell uppsättning sattes upp hösten 2016 på Kulturhusets Teater i Halmstad, med utbildade musikalartister i huvudrollerna, samt lokala förmågor i ensemblen.  En professionell uppsättning är nu planerad i Örebro med premiär 25 januari 2026, under RENT's 30-års-jubileum och med premiär på Jonathan Larsons dödsdatum, med Jasmine Kara i en av huvudrollerna.

## Filmatisering
År 2005 hade filmen Rent, baserad på musikalen, premiär. Filmen regisserades av Chris Columbus och i rollerna syns bland andra Anthony Rapp som Mark och Adam Pascal som Roger. Filmatiseringen är trogen musikalen samtidigt som vissa ändringar gjorts – exempelvis inleds filmen med sången Seasons of Love, en sång som inte framförs förrän i andra akten i musikalen.